# 大阪大学
大阪大学（おおさかだいがく、英語: The University of Osaka）は、大阪府吹田市山田丘1-1に本部を置く日本の国立大学である。略称は阪大（はんだい）。2025年4月、大学の公式英語名称は従来の "Osaka University" から "The University of Osaka" に変更された。
国内の旧帝国大学7校の1つであり、文部科学省が実施しているスーパーグローバル大学事業のトップ型指定校ならびに指定国立大学法人に指定されている。

## 概観

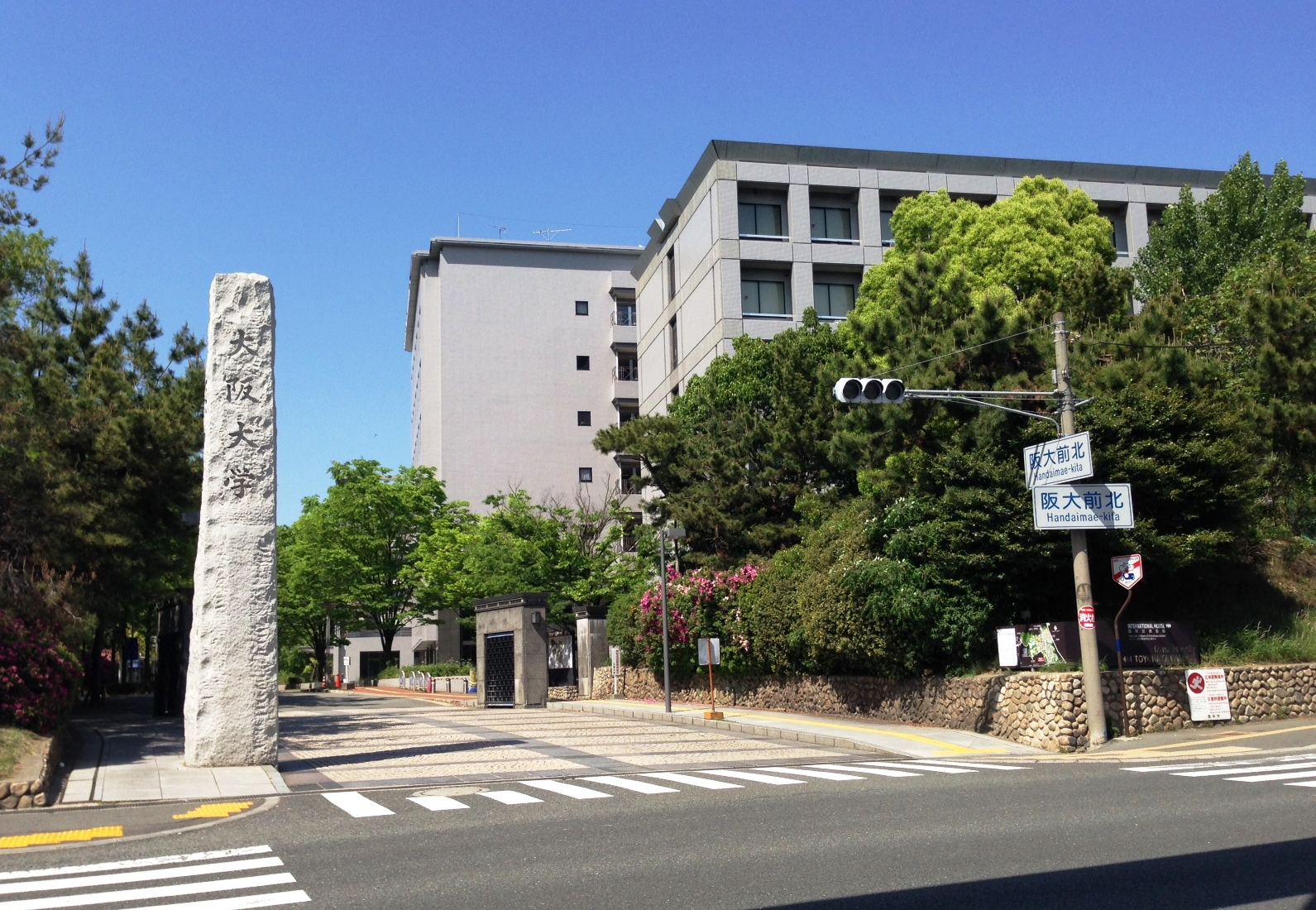
豊中キャンパスの正門

大阪大学は、1931年に大阪帝国大学として設立された、国立文理総合大学である。2023年4月現在、11学部・15研究科（うち1研究科は他大学との連合）を擁する。
帝国大学としては比較的新しく、開学当初は医学部と理学部のみで創設された。文理5学部（文学部、法経学部、理学部、医学部、工学部）体制となったのは第二次世界大戦後の1949年のことである。
設立の際に統合した旧大阪医科大学が、江戸時代後期の1838年に緒方洪庵により設立された適塾の流れを汲むことから、大阪大学は適塾を源流とするとしている。また、1724年設立の懐徳堂の蔵書類が、戦後に文系学部に提供されたこともあり、この学問所の流れも汲むものとされる。
設立当初は東京をしのぐ大都市であった大阪に、関西財界や府民の熱意ある活動の末、民間の意思と財源により創設されたことから、市民精神の息づく大学であるとされる。こうした経緯を踏まえ、「地域に生き世界に伸びる（英語: Live Locally, Grow Globally）」をモットーとしている。
かつて大阪大学は、その創設の地である大阪・中之島を本拠とし、多数の部局が大阪各所に点在する典型的な蛸足大学であった。1993年の医学部および医学部附属病院を最後に、豊中キャンパスと吹田キャンパスの2キャンパス（共に千里丘陵に位置する）への移転統合を完了した。
2007年10月1日には大阪外国語大学と統合し、箕面キャンパスに大学院言語文化研究科、世界言語研究センター、外国語学部を設置。なお、箕面キャンパスは2021年、同じ箕面市内の北大阪急行電鉄箕面船場阪大前駅前に全面移転している。
国立大学法人で外国語学部を設置しているのは、大阪大学のみである。また1学年あたりの学部学生定員は、2020年度に国立大学で最多の3255人となった（2位は東京大学で3063人）（2021年度においても同じ）。

## 沿革
（沿革節の主要な出典は公式サイト）

### 懐徳堂・重建懐徳堂の系譜
大阪大学では、懐徳堂（1724年設立）とも関係があるとしている。懐徳堂は1869年に閉鎖されるが、1910年に懐徳堂記念会が設立された。最後の預人・中井桐園の嫡子・中井天生（中井木菟麻呂）らの尽力で、1916年の重建懐徳堂の設立により再興を果たした。太平洋戦争後の1949年に、懐徳堂記念会が懐徳堂蔵書を大阪大学に寄贈したことで両者の繋がりができた。現在、財団法人懐徳堂記念会事務局は大阪大学文学部内にあり、大阪大学が初期の懐徳堂に関するものも含めて管理している。

### 総合大学への統合
1903年、大阪高等医学校が浪華仮病院（1869年設立）を改組して設立された。1919年には府立大阪医科大学に昇格した。この府立大阪医大を中核とした帝国大学設立の動きが起こり、1931年には府立医大を医学部とし、理学部を加えた2学部よりなる「大阪帝国大学」が発足、総合大学への道を歩み出すこととなった。
その一方で、明治期の大阪では、適塾を源流とする医学校のほかに、1896年に設立された大阪工業学校が実業教育を行っており、これが旧制専門学校（高等教育相当）である官立大阪高等工業学校への改組（1901年）を経て、大正期以降の高等教育拡充ブームのなかで、1929年には大阪工業大学に昇格した。
設立間もない大阪帝国大学は、1933年に官立大阪工大を合併して工学部を増設したが、戦時期の発足という事情もあって理系学部中心の帝国大学となった。
1949年、大阪帝大を中心に、旧制高等学校であった府立浪速高等学校・官立大阪高等学校、旧制専門学校であった私立の大阪薬学専門学校の合計3校を包括し、文理5学部よりなる新制大阪大学が新たに発足した。経済学部（1949年法経学部、1953年分離）は戦後設置されたこともあり、近代経済学の研究・教育に特化。マルクス経済学が一定の勢力を維持していた旧帝国大学のなかでは、異色の存在だった。
2004年に国立大学法人化し、2007年10月には大阪外国語大学と統合した。旧国立大で14組目の統合で、旧帝大では2003年の九州大学と九州芸術工科大学に次ぐ2組目。2018年10月、指定国立大学法人に指定される。

### 年表

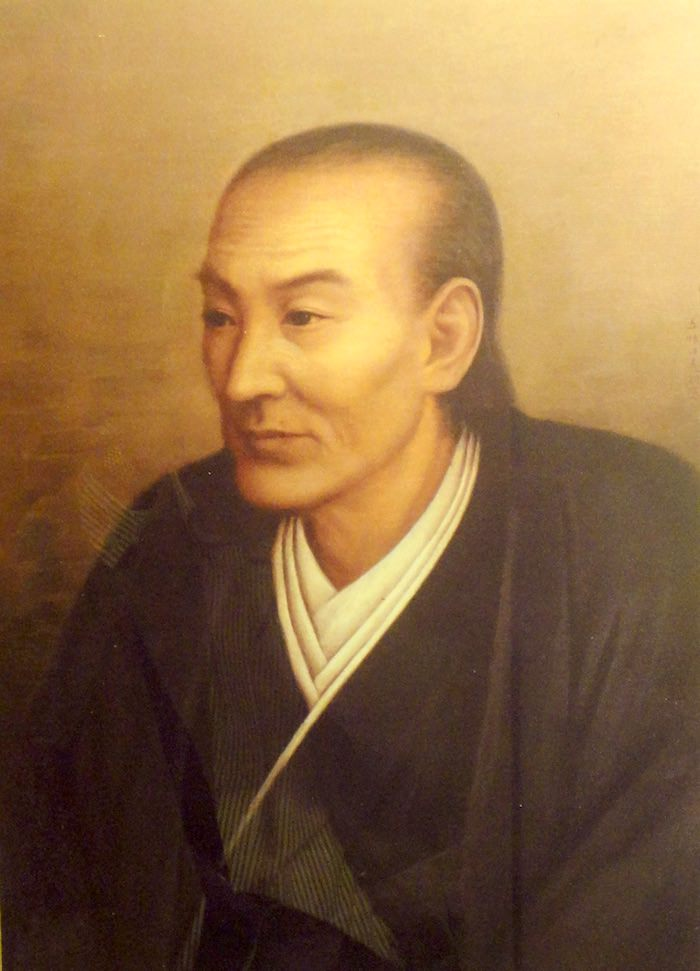
緒方洪庵肖像

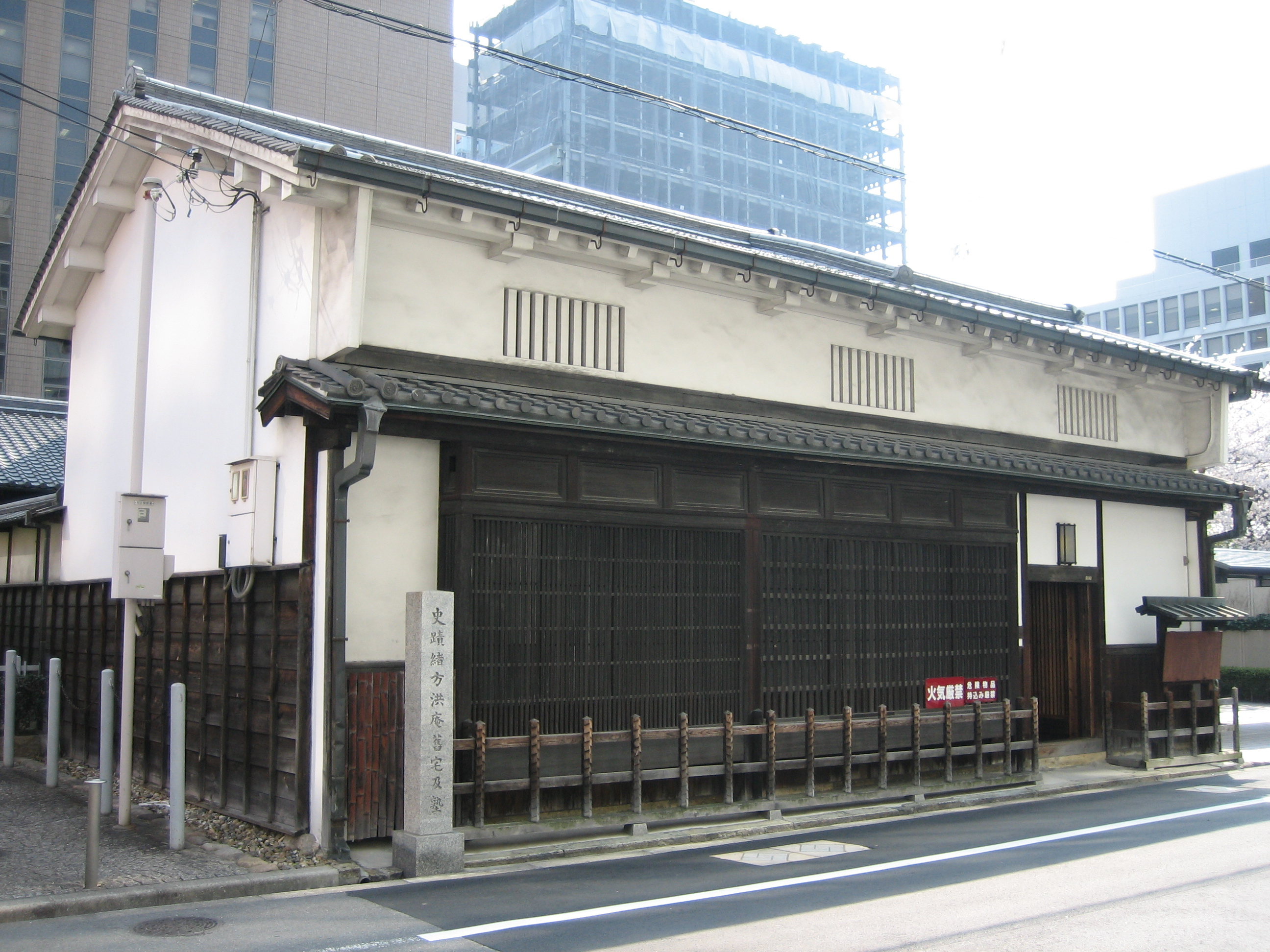
適塾（大阪市中央区北浜）

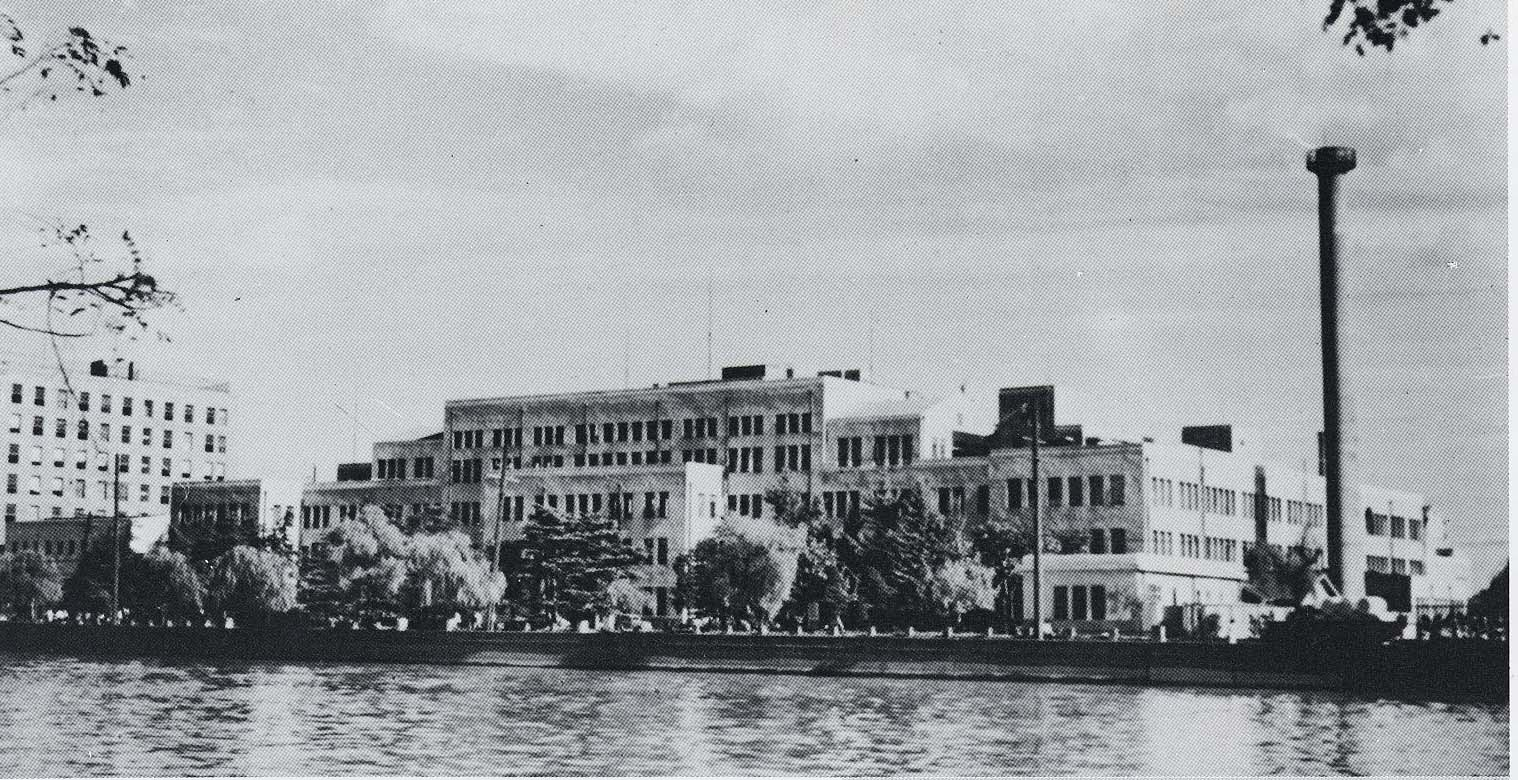
大阪帝国大学（大阪市北区中之島）

#### 江戸時代
- 1724年 - 三宅石庵を迎え学問所「懐徳堂」が設立される。
- 1838年 - 緒方洪庵によって蘭学塾「適塾」が設立される。

#### 明治
- 1869年 - 大阪府が上本町の大福寺に仮病院と仮医学校を設立、緒方洪庵の子である緒方惟準ら適塾の関係者が設立に参加。
- 1880年 - 仮病院と仮医学校を大阪府立大阪病院と大阪府立大阪医学校として正式に発足。
- 1896年 - 大阪工業学校設立。
- 1901年
  - 5月 - 大阪工業学校を大阪高等工業学校に改称。
  - 6月 - 大阪医学校を大阪府立医学校、大阪府立医学校病院と改称。
- 1903年9月 - 大阪府立医学校、大阪府立医学校病院を大阪府立高等医学校、大阪府立高等医学校病院と改称。

#### 大正
- 1915年11月- 大阪府立大阪高等医学校を府立大阪医科大学へ改組（学長佐多愛彦。専門学校令準拠のまま改称、大学令による旧制大学ではない[9]）。
- 1916年 - 塩見理化学研究所が設立される[10]。
- 1917年3月 - 私立大阪薬学専門学校を設置。
- 1919年11月 - 府立大阪医科大学を大阪医科大学に改称（大阪府立のまま改称、大学令に準拠の旧制大学となる[9]）。
- 1920年7月 - 私立大阪薬学専門学校を大阪薬学専門学校と改称。
- 1921年11月 - 旧制大阪高等学校を設置。
- 1926年3月 - 旧制浪速高等学校を設置。

#### 昭和
- 1929年4月 - 大阪高等工業学校が大阪工業大学に昇格。
- 1931年5月 - 大阪医科大学と民間の一研究所であった塩見理化学研究所の双方を母体に、医学部と理学部とからなる大阪帝国大学が大阪市北区に設立される（官立移管されると同時に、帝国大学令に準拠の帝国大学となる）、初代総長長岡半太郎就任。
- 1933年3月 - 大阪工業大学を吸収して工学部を設置。
- 1934年9月 - 微生物病研究所を設置。
- 1939年
  - 5月 - 臨時附属医学専門部を設置。
  - 11月 - 産業科学研究所を設置。
- 1942年10月 - 適塾跡が移管される。
- 1943年10月 - 大学院特別研究生制度実施。
- 1947年9月 - 大阪大学に改称。
- 1948年9月 - 法文学部を設置。
- 1949年5月 - 旧制大阪高等学校、旧制浪速高等学校、大阪薬学専門学校などを統合して5学部（文学部、法経学部、理学部、医学部、工学部）と一般教養部からなる新制大阪大学が発足。
- 1951年3月 - 医学部から歯学部が分離独立。附属医学専門部と附属薬学専門部を廃止。
- 1953年3月 - 法経学部を法学部と経済学部に分離。文・法・経済・理・工・薬の各研究科を設置。
- 1955年
  - 5月 - 医学部薬学科から分離独立し薬学部を設置。
  - 7月 - 医学研究科を設置。
- 1957年6月 - 一般教養部を教養部に改称。
- 1958年3月 - 蛋白質研究所を設置。
- 1960年4月 - 歯学研究科を設置。
- 1961年3月 - 基礎工学部を設置。
- 1964年4月 - 基礎工学研究科を設置。
- 1966年
  - 4月 - 社会経済研究所を設置。
  - 5月 - 吹田移転敷地造成工事起工式挙行。
- 1967年6月 - 医療技術短期大学部を設置。
- 1969年 - 学生運動の激化により校舎が封鎖される。11月16日、機動隊の導入により封鎖は解除されたが、学生が大学執行部を缶詰にするなど混乱は続いた[11]。
- 1972年5月 - 文学部から人間科学部を分離設置。溶接工学研究所を設置。
- 1976年4月 - 人間科学研究科を設置。

#### 平成
- 1989年4月 - 言語文化研究科を設置。
- 1991年 - 現学章とスクールカラーを制定。
- 1992年 - 吹田キャンパスに生命科学図書館開設。
- 1993年4月 - 医学部保健学科設置、医学部附属病院が移転、吹田・豊中両キャンパスへの統合完了。
- 1994年
  - 3月 - 教養部を廃止。
  - 4月 - 国際公共政策研究科を設置。
- 1996年
  - 3月 - 医療技術短期大学部を閉学。
  - 5月 - 溶接工学研究所を接合科学研究所と改称。
- 1997年4月 - 大学院重点化完了。
- 1998年4月 - 医学研究科を医学系研究科に改組。
- 2002年4月 - 情報科学研究科、生命機能研究科、総合学術博物館を設置。
- 2004年4月 - 国立大学法人法の規定により国立大学法人大阪大学となる。中之島センター開設。高等司法研究科（法科大学院）を設置。
- 2005年4月 - コミュニケーション・デザインセンターを設置。
- 2007年 - 大阪外国語大学と統合し、外国語学部を設置。言語文化学専攻を言語文化専攻と改称。大学院言語文化研究科言語社会専攻、世界言語研究センター[注釈 1]を新設。
- 2009年 - 連合小児発達学研究科を設置。
- 2014年12月 - 大阪大学ベンチャーキャピタル株式会社を設立（国立大学法人大阪大学が100％出資）[12]。
- 2015年1月 - 医学部から匿名Aによる論文大量不正疑義事件。
- 2017年5月 - レーザーエネルギー学研究センターをレーザー科学研究所と改称する[13]。
- 2018年10月 - 指定国立大学法人に指定される。

#### 令和
- 2021年4月 - 箕面キャンパスが北大阪急行電鉄の延伸部に新設の箕面船場阪大前駅東側に移転[14][4]。新型コロナウイルス感染症の世界的流行を受けて、感染症総合教育研究拠点（CiDER）を開設[15]。
- 2022年4月 - 大学院文学研究科と大学院言語文化研究科を統合し、大学院人文学研究科を新設。

## 基礎データ

### 所在地
全て大阪府内に所在。
- 豊中キャンパス（豊中市）
- 吹田キャンパス（吹田市）
- 箕面キャンパス（箕面市）
- 中之島センター（大阪市）

### 学章
大阪大学の学章は、大阪府の象徴の木である銀杏の葉をモチーフに、「OSAKA」のOを偲ばせたもので、知性と格調を失うことなく、大学、学生、市民へと連なる親近感を表現したものである。制作は田中一光（グラフィックデザイナー）。1991年に創立60周年を記念して制定された。大学関係者からは、しばしば「銀杏マーク」と称される。
なお、現学章の制定以前には、交差した二枚の銀杏の葉の意匠に「大学」の文字が重ねられた紋章（以下「旧学章」という）が存在した。これは、旧制大阪医科大学で用いられていた銀杏マークを基にして、大阪帝国大学時代に制作されたもので、正式の学章として定められたものではなかったが、体育会系クラブの部旗や学生証の刻印等、随所に多く用いられ、正式なものに準じた扱いであった。この旧学章は、現在でも人間科学部正面玄関の屋根部レリーフに見ることができる他、歯学部附属病院のエレベータ扉にも類似の意匠が施されている。

### スクールカラー
スクールカラーは、スカイブルーとし、Munsell BooK of Colorの色番7.5 PB3／12（マンセル・カラー・システム）を標準とする。現学章を使用する場合は、原則として、スクールカラーを用いるものとする（この色番は、現行の大阪府旗の地色と同じであり、実際には群青色に近い）。学章と同じく、1991年に制定。

### 学歌
大阪大学には、正式に定められた学歌は存在しない。入学式等では、代わりに『大阪大学学生歌』が歌われる。その他、主に体育会関係者に愛唱される幾つかの応援歌がある。

### マスコットキャラクター
1964年に大阪大学豊中キャンパス理学部の待兼山新校舎工事現場にて発見されたワニの化石（マチカネワニ）を元に「ワニ博士」が誕生した。公式グッズなどに使用されている。

## 組織
学部・研究科内の学科・専攻・附属施設等は、各項目のリンク先を参照。

### 学部

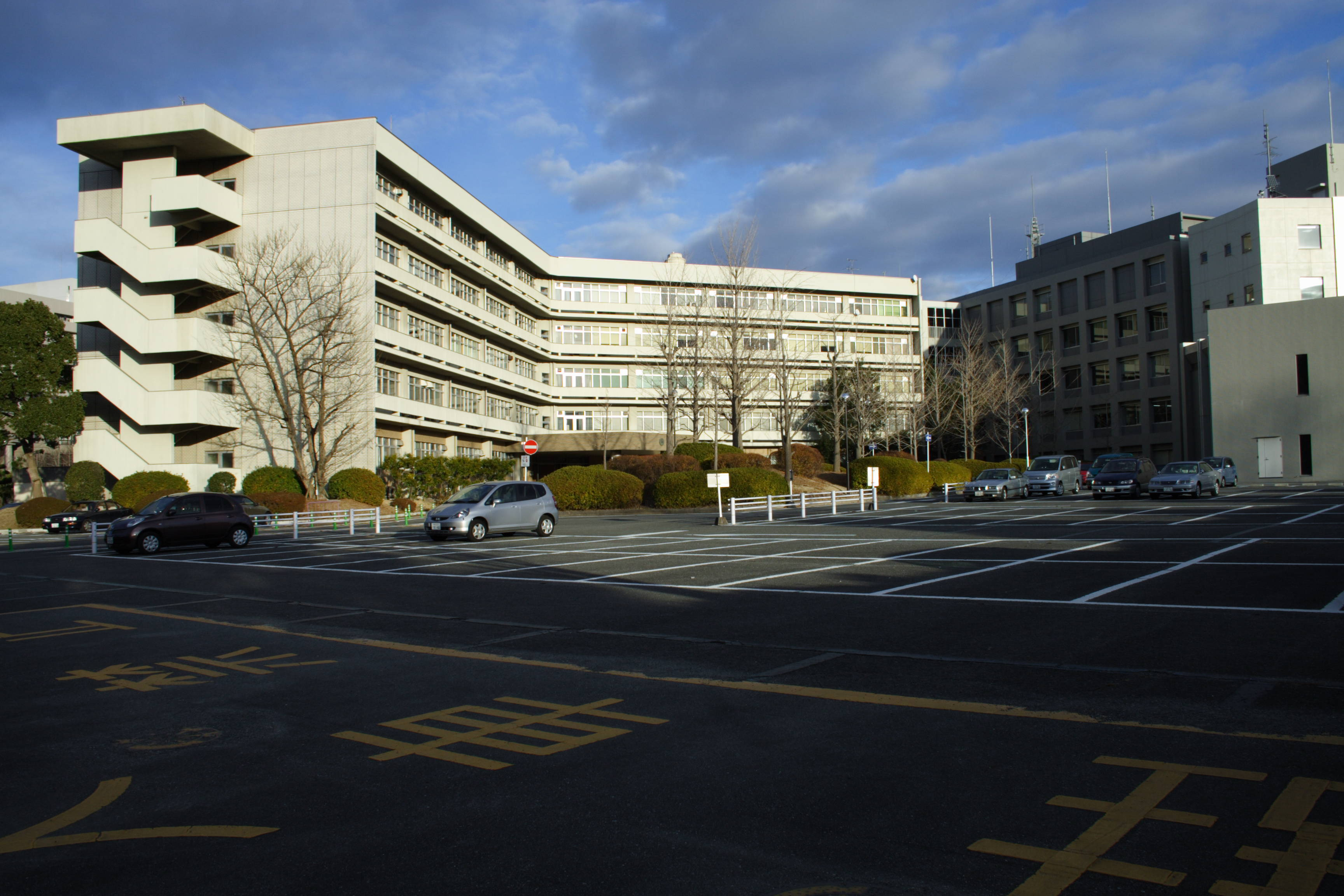
人間科学部校舎（吹田キャンパス）

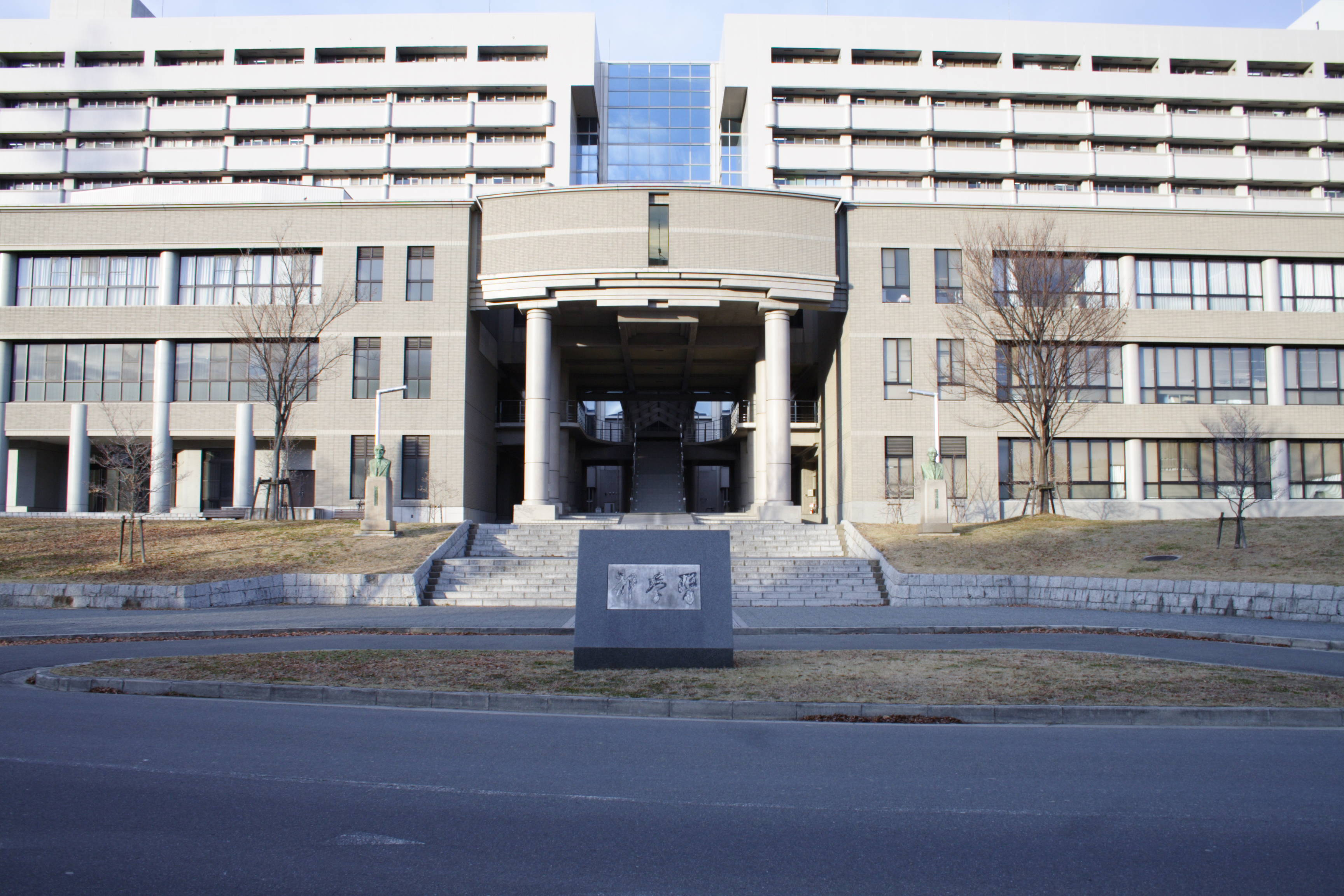
医学部校舎（吹田キャンパス）

- 文学部
- 人間科学部
- 外国語学部
- 法学部
- 経済学部
- 理学部
- 医学部（医学科は6年制）
- 歯学部（6年制）
- 薬学部（6年制）
- 工学部
- 基礎工学部

### 大学院研究科
- 人文学研究科
- 人間科学研究科
- 法学研究科
- 経済学研究科
- 理学研究科
- 医学系研究科
- 歯学研究科
- 薬学研究科
- 工学研究科
- 基礎工学研究科
- 国際公共政策研究科
- 情報科学研究科
  - 情報基礎数学専攻
    - 幾何解析学講座、離散幾何学講座、離散構造学講座、大規模数理学講座、コンピュータ実験数学講座（協力講座）

  - 情報数理学専攻
    - 計画数理学講座、非線形数理講座、情報フォトニクス講座、システム数理学講座、知能アーキテクチャ講座（協力講座）、スマートコントラクト活用共同研究講座

  - コンピュータサイエンス専攻
    - アルゴリズム設計論講座、ソフトウェア設計学講座、ソフトウェア工学講座、並列処理工学講座、知能メディアシステム講座（協力講座）、知能センシング講座（協力講座）

  - 情報システム工学専攻
    - 集積システム設計学講座、情報システム構成学講座、知的集積システム講座、ディペンダビリティ工学講座、メディア統合環境講座（協力講座）、知能データ科学講座（協力講座）、高機能システムアーキテクチャ講座（連携講座）、物質材料情報科学講座（連携講座）

  - 情報ネットワーク学専攻
    - 先進ネットワークアーキテクチャ講座、インテリジェントネットワーキング講座、情報流通プラットフォーム講座、モバイルコンピューティング講座、ユビキタスネットワーク講座（協力講座）、サイバーコミュニケーション講座（連携講座）

  - マルチメディア工学専攻
    - マルチメディアデータ工学講座、セキュリティ工学講座、ビッグデータ工学講座、コンピュータビジョン講座、応用メディア工学講座（協力講座）、マルチメディアエージェント講座（連携講座）

  - バイオ情報工学専攻
    - ゲノム情報工学講座、代謝情報工学講座、バイオインスパイアードネットワーキング講座、バイオ情報計測学講座、人間情報工学講座
- 生命機能研究科（5年一貫制博士課程）
- 高等司法研究科（専門職学位課程、法科大学院）
- 連合小児発達学研究科

### 国際共創大学院学位プログラム
- 博士課程リーディングプログラム[注釈 3]
  - 超域イノベーション博士課程プログラム[注釈 4]
  - 生体統御ネットワーク医学教育プログラム[注釈 5]
  - インタラクティブ物質科学・カデットプログラム[注釈 6]
  - 未来共生イノベーター博士課程プログラム[注釈 7]
  - ヒューマンウェアイノベーション博士課程プログラム[注釈 8]
- 卓越大学院プログラム
  - 生命医科学の社会実装を推進する卓越人材の涵養[17]
  - 多様な知の協奏による先導的量子ビーム応用卓越大学院プログラム[18]
- 理工情報系オナー大学院プログラム[19]

### 附属図書館
総合図書館、生命科学図書館、理工学図書館、外国学図書館の4つがあり、全体で約390万冊の蔵書、7万種類の雑誌を擁している。
図書の返却は借りた館以外でも可能で、上記4館に加え、人間科学研究科図書室、蛋白質研究所図書室、産業科学研究所図書室が「どこでも返却サービス参加館」である。また、この他にも約20の図書室・資料室がある。

### 附置研究所
- 微生物病研究所（共同利用・共同研究拠点）
- 産業科学研究所
- 蛋白質研究所（共同利用・共同研究拠点）
- 社会経済研究所（共同利用・共同研究拠点）
- 接合科学研究所（共同利用・共同研究拠点）

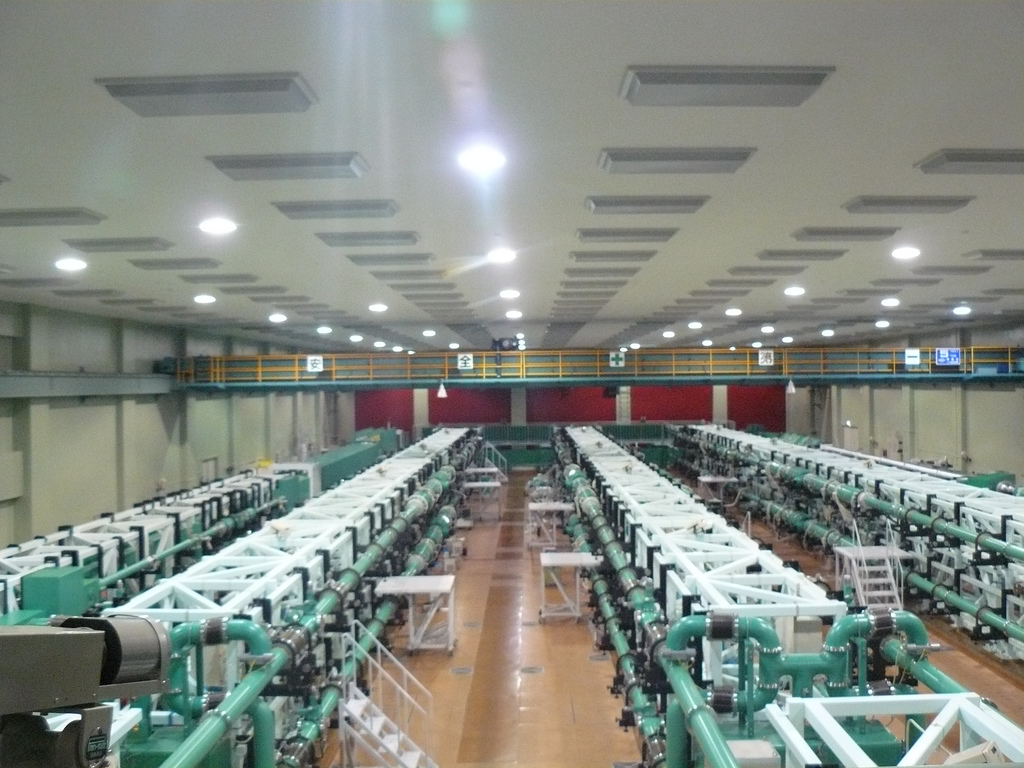
大型レーザー実験装置激光XII号
（レーザー科学研究所）

- レーザー科学研究所（共同利用・共同研究拠点）

### 学内共同教育研究施設
- 低温センター
- 超高圧電子顕微鏡センター
- 環境安全研究管理センター
- 国際教育交流センター
- 生物工学国際交流センター
- 総合学術博物館
- キャンパスライフ健康支援・相談センター
- 国際医工情報センター
- 数理・データ科学教育研究センター
- 科学機器リノベーション・工作支援センター
- 日本語日本文化教育センター
- エマージングサイエンスデザインR3センター
- 知的基盤総合センター

### 全国共同利用施設
- 核物理研究センター
- サイバーメディアセンター
  - 情報メディア教育研究部門
  - 言語教育支援研究部門
  - 大規模計算科学研究部門
  - コンピュータ実験科学研究部門
  - サイバーコミュニティ研究部門
  - 先端ネットワーク環境研究部門
  - 応用情報システム研究部門
  - 全学支援企画部門
  - 高性能計算・データ分析融合基盤協働研究所

### その他
- 世界最先端研究機構
  - 免疫学フロンティア研究センター
  - 量子情報・量子生命研究センター
- 融合研究拠点
  - 大阪大学・情報通信研究機構脳情報通信融合研究センター
  - 大阪大学・理化学研究所科学技術融合研究センター
- 学内組織
  - 高等共創研究院
  - 国際共創大学院学位プログラム推進機構
  - 先導的学際研究機構
  - データビリティフロンティア機構
  - 放射線科学基盤機構
  - 全学教育推進機構
  - マルチリンガル教育センター
  - スチューデント・ライフサイクルサポートセンター
  - ダイバーシティ＆インクルージョンセンター
  - 社会技術共創研究センター
  - 社会ソリューションイニシアティブ
  - COデザインセンター
  - グローバルイニシアティブ機構
  - 適塾記念センター
  - 21世紀懐徳堂
  - 共創機構
  - 情報推進本部
  - サステイナブルキャンパスオフィス
  - 安全衛生管理部
  - アーカイブズ
  - 経営企画オフィス
  - オープンイノベーション機構
  - 感染症総合教育研究拠点
  - ワクチン開発拠点先端モダリティ・DDS研究センター
- 海外拠点本部
  - 北米拠点（カリフォルニア州・バークレー）
  - 欧州拠点（オランダ・グローニンゲン）
  - ASEAN拠点（タイ王国・バンコク）
  - 東アジア拠点（中国・上海市）

### 東京オフィス
首都圏における活動の拠点。学生、教職員の他、卒業生が利用可能。東京都千代田区霞が関に事務所がある。

## 学生生活

### 部活動・サークル活動
大阪大学公認団体としては、2023年3月9日時点、体育系58団体（統括組織「大阪大学体育会」、会員数：約6,000人）、文化系73団体（統括組織「大阪大学文化会」）があり、また、大学祭のために「大阪大学大学祭中央実行委員会」も組織されている。
豊中キャンパスにおいて、クラブ・サークルの部室として使用される「明道館」は、共通教育機構イ号館とともに旧制浪速高校の遺構の一つである。2000年頃よりコンセントにたまった埃が原因と思われる火災が度々発生しており、豊中北消防署から改善が求められた。2008年にも連続火災が起こっている。

### 学園祭
大阪大学では春と秋にそれぞれ学園祭を開催。現行の公認学園祭は、いちょう祭、まちかね祭、中之島祭の3つ。

#### いちょう祭
5月1日の大阪大学創立記念日を祝い、例年5月上旬にかけて実施される創立記念祭の愛称。新入生を歓迎する催しとしての意味もある他、豊中・吹田の両地区で大学施設の一般公開も行われ、小さな学園祭の様相を呈する。模擬店などの諸行事は、大学祭中央実行委員会主催の下、豊中キャンパスでのみ開催される。授業は休講となるが、大学祭としては、まちかね祭の方が盛大に開催される。学部によってはいくつかの研究室が毎年輪番で研究室の研究内容を公開する。マチカネワニが見られる数少ない機会の一つであったが、2004年総合学術博物館の改装により常に見られるようになった。

#### まちかね祭
11月初め頃に行われる大学祭。大学祭中央実行委員会が主催。豊中キャンパスを主会場として開催される。長らく大学当局に公認されず、「体育文化週間」と名付けられた秋の一斉休講という位置付けであったが、現在では公認の大学祭となっている。いちょう祭よりも大規模に開催され、大学祭らしい雰囲気となる。待兼山からとられた名前は1996年に公募で決定された。

#### 中之島祭
医学部が主催。吹田キャンパス内の医学部施設周辺で11月中旬に行われる。医学部・医学部附属病院が中之島にあったことに由来するが、医学部の吹田移転により一時は名称を「吹田祭」としていた時期があった（現在の吹田祭は、下記の工学部が主催するものを指す）。医学部らしい展示・体験コーナーが特徴であるが、吉本興業の芸人4人から6組の無料野外ステージでも知られる。

#### 夏まつり
旧箕面キャンパスで行われていた、夏まつり実行委員会が実施する大学祭。7月上旬開催。ステージ企画や模擬店などの通常の大学祭の要素に加え、盆踊りなどの夏まつりらしい企画も行われている。
- 箕面国際フェスティバル 新キャンパス開設を記念して新箕面キャンパスで2021年10月2日・3日に開催された[24]。箕面国際フェスティバル運営委員会主催。『ようこそ、箕面船場国際空港へ』のキャッチコピーが用いられた。コロナ禍の中オンライン開催となることが懸念されたが参加登録を導入することで[25]、学生同士だけでなく、近隣地域で活動する社会人サークル・市民団体とも交流性のある祭として対面開催した。2022年度以降は外国語学部伝統の夏まつりが復活して行われる。

#### 吹田祭
主に工学部が主催。10月下旬から11月初旬にかけて吹田キャンパスの工学部地区で行われ、学生と教員の双方が企画運営するのが特徴である。演奏会、講演会、落語会（落語家を招聘する本格的なものである）、スポーツ大会などが行われる。

#### その他
その他、下記の小規模な学園祭もある。
- 人科祭
- 阪歯祭
- 間谷祭・語劇祭

### スポーツ
- 体育会各部は全国七大学総合体育大会に参加している。
- 体育会硬式野球部は近畿学生野球連盟に加盟し、2024年現在同連盟2部リーグに所属。過去には、1985年に関西地区代表決定戦で強豪近畿大学などを下し関西地区第1代表として全日本大学選手権（第34回大会）に初出場[26]。しかし1回戦で九州東海大学に0-5で敗退した。

## 大学関係組織

### 生活協同組合
大阪大学には大学生協（大阪大学生活協同組合、略称：阪大生協）があり、各キャンパスに店舗（食堂や売店も含む）があり、サービスを提供している。2008年2月までは、大阪外国語大学生活協同組合も並存し、箕面キャンパスで営業を続けていた。

### 同窓会
学部・研究科・専門ごとに細かく、数多くの同窓会がある。2005年7月25日に「大阪大学同窓会連合会」が設立された。代表的なものは以下の通り。
- 文学部/文学研究科同窓会[27]
- 青雲会（法学部同窓会）
- 待兼会（経済学部同窓会）
- 医学振興銀杏会（医学部学友会）
- 大阪大学工業会（工学部/工学研究科同窓会）
- 咲耶会（外国語学部同窓会）

### 大阪大学出版会
大阪大学事務局内に事務所がある。詳細は「大阪大学出版会」参照。

## 施設

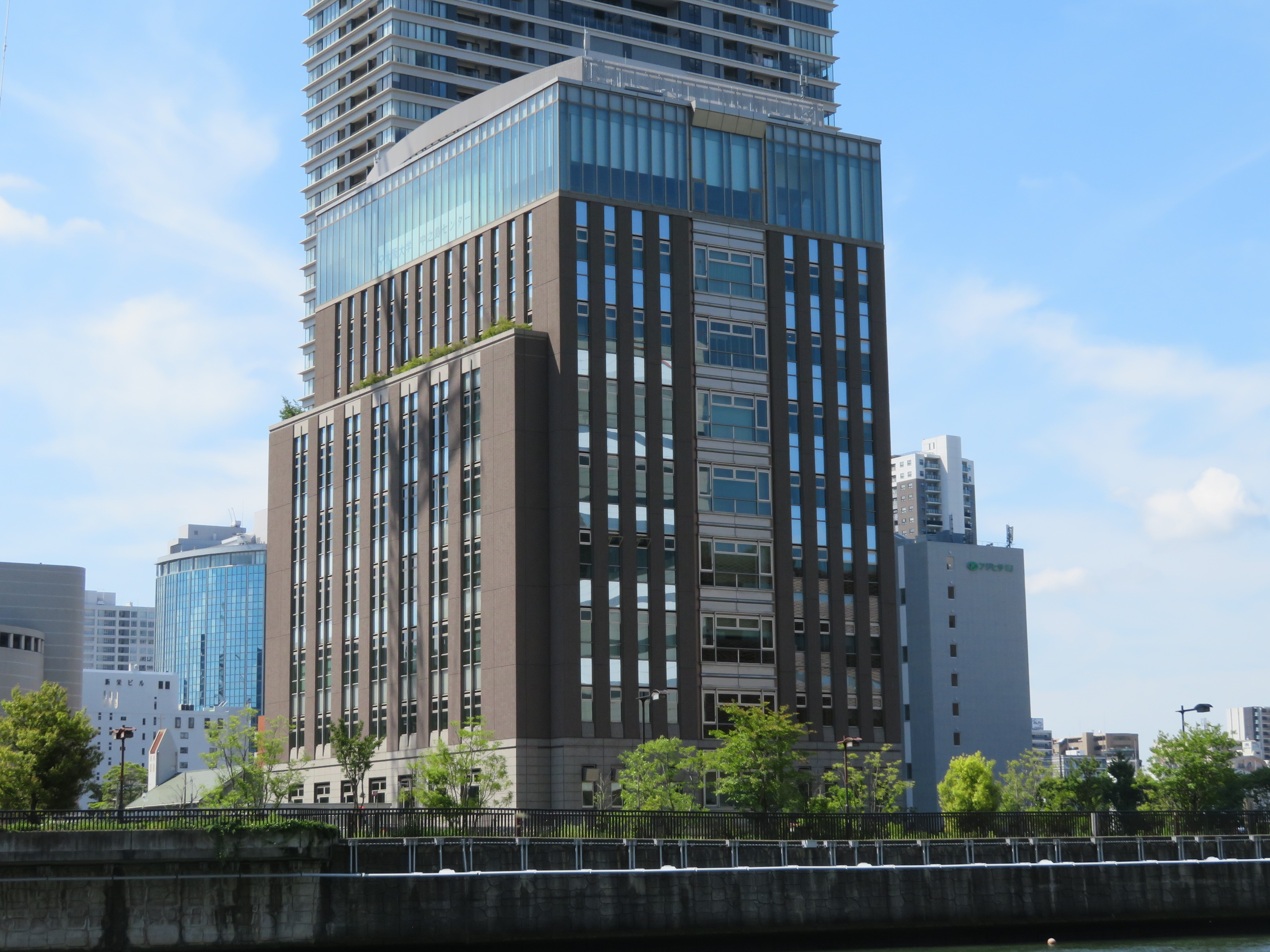
中之島センター

かつて大阪大学は、その創設の地であり、前身たる適塾の所在地でもあった大阪・中之島を本拠とし、多数の部局が大阪各所に点在する典型的な蛸足大学であったが、1993年の医学部および医学部附属病院を最後に、豊中キャンパスと吹田キャンパスの2キャンパス（共に千里丘陵に位置する）への移転統合を完了した。2007年10月1日から、大阪外国語大学との統合により、箕面キャンパスが発足した。なお、旧キャンパスであった中之島には、2004年4月に、土地面積1,000m2、建物延床面積8,158m2の「中之島センター」が開設された。
医学部・歯学部が大阪中心部から郊外へ移転したことは、患者の利便性に影響をもたらした。大阪市福島区にあった医学部附属病院の跡地は、大阪法務合同庁舎が建設され、2008年に朝日放送の本社・スタジオが移転し、約1200席のホールや高層マンションも併せた再開発街区ほたるまちがオープンした。

### 豊中キャンパス

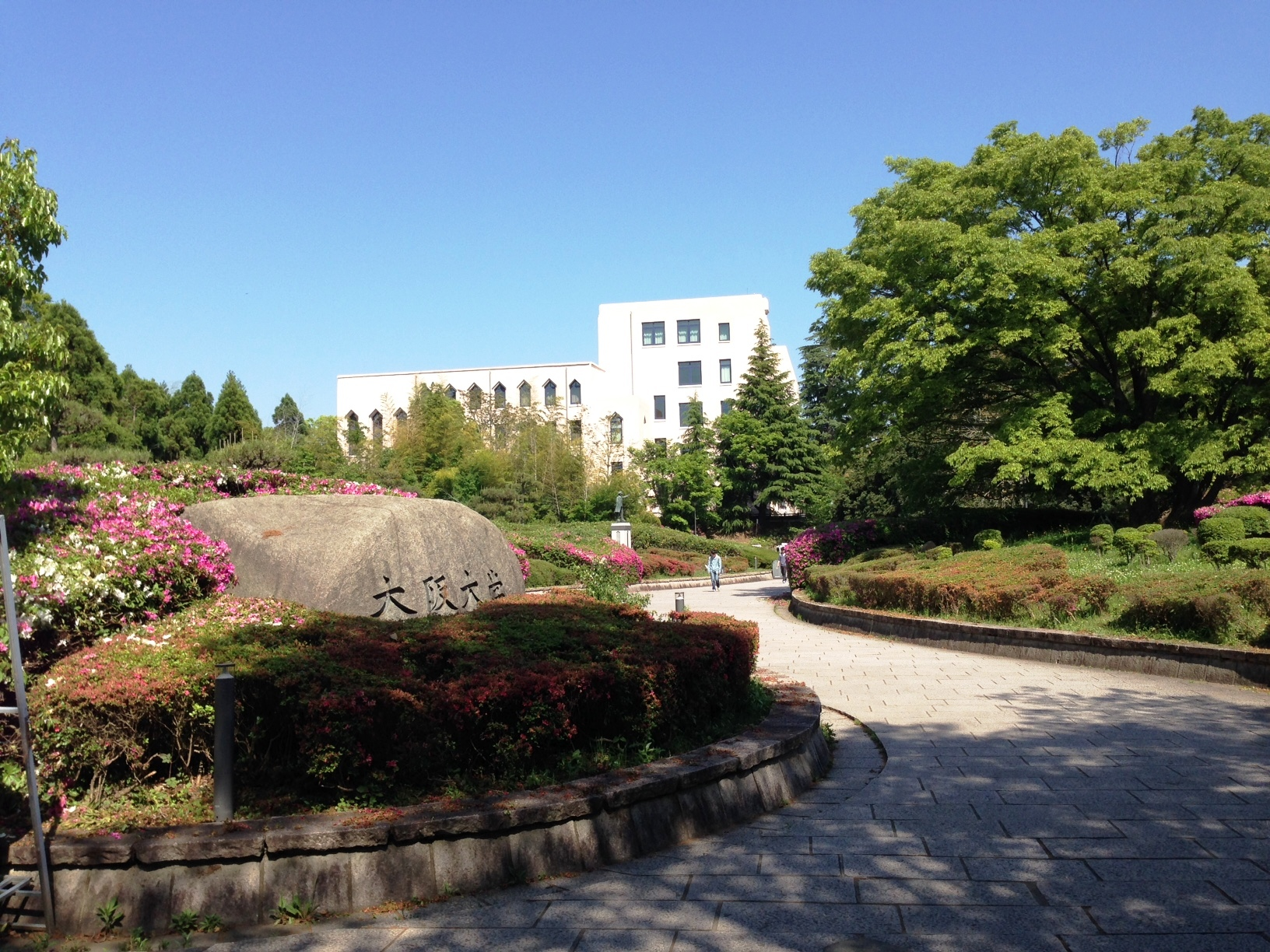
石橋口

教養課程と大学院の一部が設置されているキャンパス。

### 吹田キャンパス
- 使用学部：人間科学部、医学部、歯学部、薬学部、工学部
- 使用研究科：人間科学研究科、医学系研究科、歯学研究科、薬学研究科、工学研究科、情報科学研究科の一部および生命機能研究科
- 使用附属施設：全国共同利用情報基盤センター（サイバーメディアセンター）本館、核物理研究センター、微生物病研究所、産業科学研究所、蛋白質研究所、社会経済研究所、接合科学研究所、レーザー科学研究所、国際教育交流センターなど
- 最寄り駅：大阪モノレール阪大病院前駅に隣接、阪急千里線北千里駅から東へ徒歩15分（医学部へは徒歩30分）、阪急バス・近鉄バス 阪大本部前下車徒歩5-15分。

万博記念公園の北西に隣接するキャンパスで、吹田市山田丘と茨木市美穂ケ丘にまたがる。1966年より造成が開始され、1968年に工学部、1975年に薬学部・人間科学部、1980年に本部（事務局）、1983年に歯学部および歯学部附属病院、1993年に医学部および医学部附属病院がそれぞれ吹田キャンパスへ移転した。敷地内は、北部の大半を工学部、東部を医学部、南部を薬学部・歯学部・人間科学部が占める形になっている。かつて医学部移転前は微生物病研究所に附属病院が設置されていたが、医学部附属病院と統合されて廃止された。
サークル活動は基本的に豊中キャンパスで行われることが多いが、多くのテニスコートがあるためにテニスサークルの一部は吹田キャンパスで活動を行っている。また体育会系サークルも吹田キャンパスで活動を行っている。
食堂は生協が運営する学生向けのものだけで6箇所あるが、工学部には千里阪急ホテルやリーガロイヤルホテル直営のレストランもある。

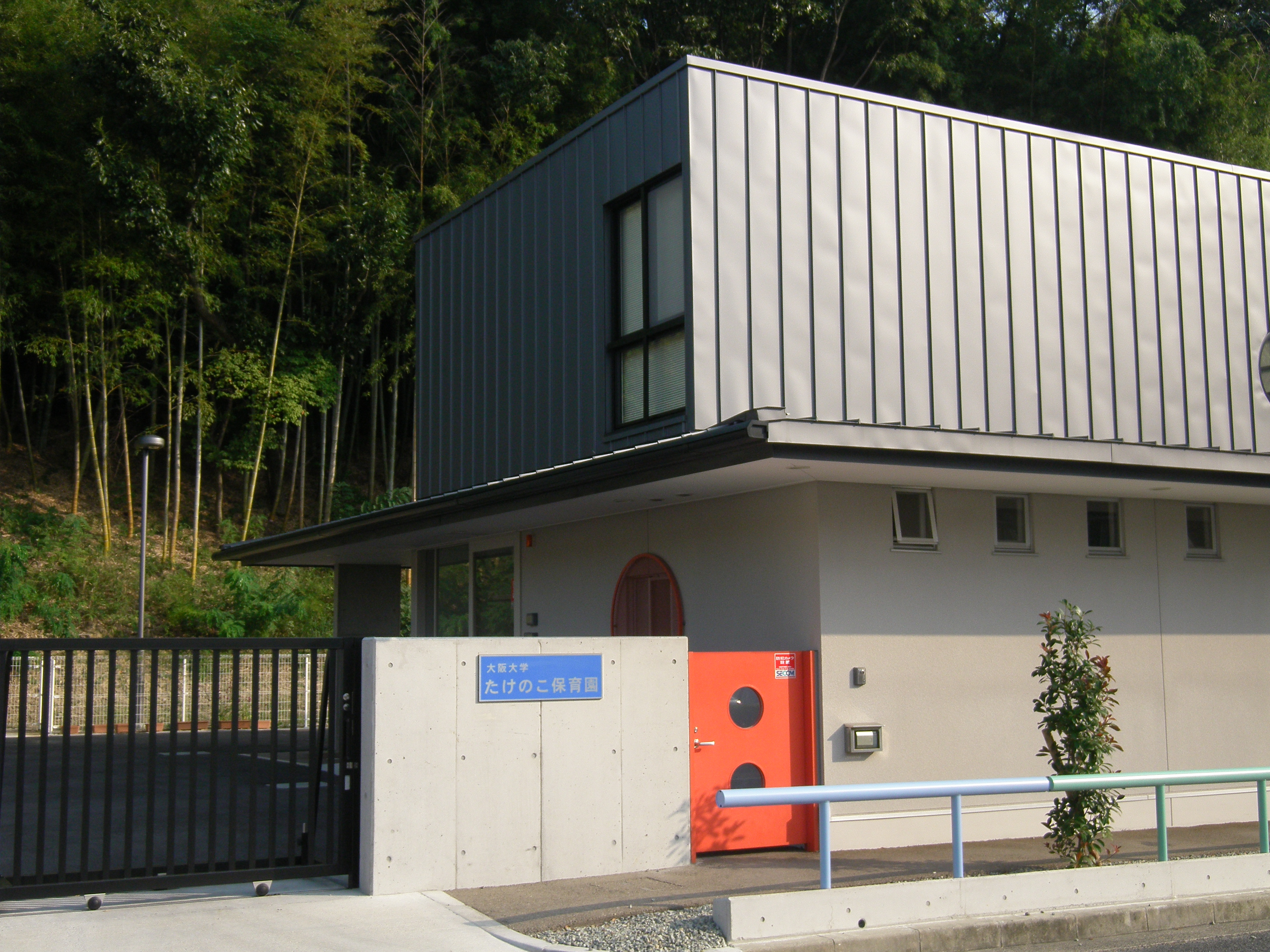
たけのこ保育園

「たけのこ保育園」と「まきば保育所」がキャンパス内に設置されている。
土地面積は997,110.72m2。公的文書等では「吹田1団地・吹田2団地」と称される。
- 正門
  - 自動車入構管理ゲート有り
  - 至近：大阪大学本部、人間科学研究科・人間科学部
  - 万博外周道路（府道1号）から正門通りに接続。
  - 開門時間：平日の7:00-20:00
- 東門
  - 自動車入構管理ゲート有り
  - 至近：阪大病院・阪大病院前駅
  - 府道1号（阪大病院前交差点）から病院東通りに接続。
  - 開門時間：平日・土曜・日曜・休日の終日
- 千里門
  - 自動車入構管理ゲート有り
  - 至近：工学研究科・工学部・微生物病研究所
  - 府道120号から北環状通りに接続。
  - 開門時間：平日・土曜・日曜・休日の終日
- 西門
  - 自動車入構管理ゲート有り
  - 至近：歯学研究科・歯学部・歯学部病院・レーザー科学研究所
  - 府道120号から北環状通りに接続。
  - 開門時間：平日の7:00-22:00
- 北門
  - 歩行者通用門
  - 至近：核物理研究センター
  - 府道1号から美穂ヶ丘北通りに接続。
- 小野原口
  - 歩行者通用門
  - 至近：微生物病研究所・蛋白質研究所

- 万博口
  - 歩行者通用門
  - 至近：グラウンド
  - 万博外周道路（府道1号）から入構。

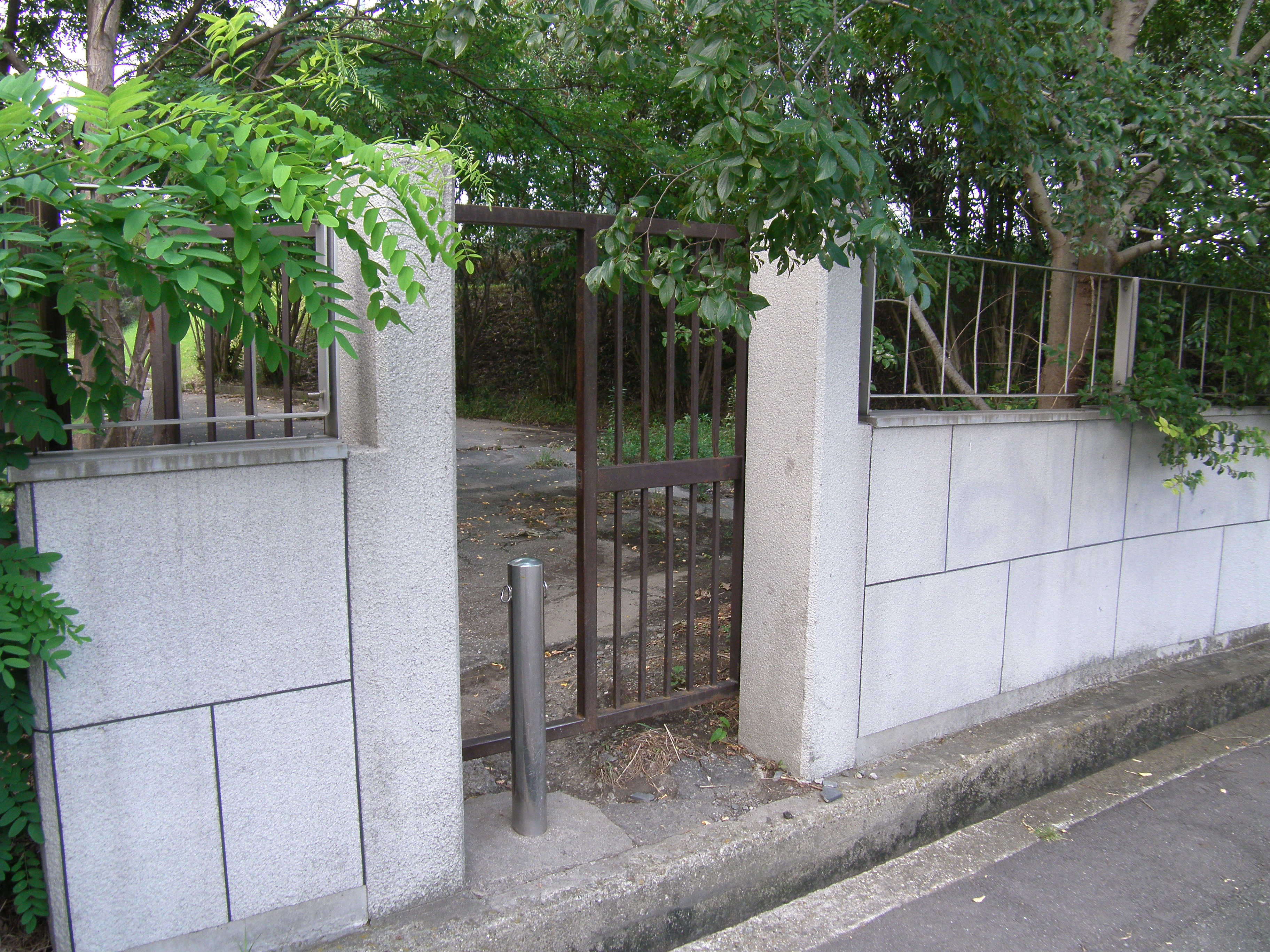
万博口

  - 吹田キャンパスの南部は、日本万国博覧会のバス駐車場跡地であり、万博口から入構してすぐの場所には万博シンボルマーク付きの空気弁収容ボックスが路面に残っている。

### 箕面キャンパス
- 使用学部：外国語学部
- 使用研究科：人文学研究科（外国学専攻、日本学専攻）
- 使用附属施設：日本語日本文化教育センター、外国学図書館[注釈 10]
- 所在地：大阪府箕面市船場東3丁目5番10号
- 最寄り駅：北大阪急行電鉄箕面船場阪大前駅。北大阪急行・大阪モノレール千里中央駅からは北へ新御堂筋沿いを徒歩25分、阪急バス 新船場北橋（“北向き”もしくは“西向き”）下車徒歩5-10分。
- 外国学研究講義棟[33][34]
  - 2021年竣工。建築面積約4,500m2、延べ面積約25,000m2、S造地上10階建て。
  - 講義室は棟の1階、4階、5階、6階に、研究室は7 - 10階にある。7階部分は日本語日本文化教育センターに、8階～10階部分は人文学研究科および外国語学部に割り当てられている。
  - 1階の北玄関エントランスはシンボル広場に地盤レベルで接続、3階南玄関エントランスはメインデッキ（メインストリート）との出入口で、正面玄関にあたり、ピロティの建築デザインとなっている。なお、大学関係者以外は、3階以外のフロアへの立ち入りは禁止。
  - 2階に事務室があり、3階に生協の食堂、書籍部・売店がある。原則として棟内全域でのWi-Fi利用が可能。棟の3 - 6階の指定されたエリアに休憩・歓談できるスペースがある。ほかに小会議室（2階）、中会議室（2階）、学術交流室（2階）、大階段スペース（5階）など。
  - 食堂の愛称は移転前からの「レインボー」のまま残っている。 なお、11時30分から14時までの営業時間に変わっている。
  - 旧キャンパスから「烈士の碑」や「世界時計」のモニュメントが新キャンパスへ移設された（外構北東の坪庭内）。旧キャンパスで「墓石階段」と呼ばれていた 花崗岩の大階段はない。
- 学寮：グローバルビレッジ箕面船場寮（後出）

土地面積は8,000m2。公的文書等では「箕面団地」と称される。

#### 箕面旧キャンパス

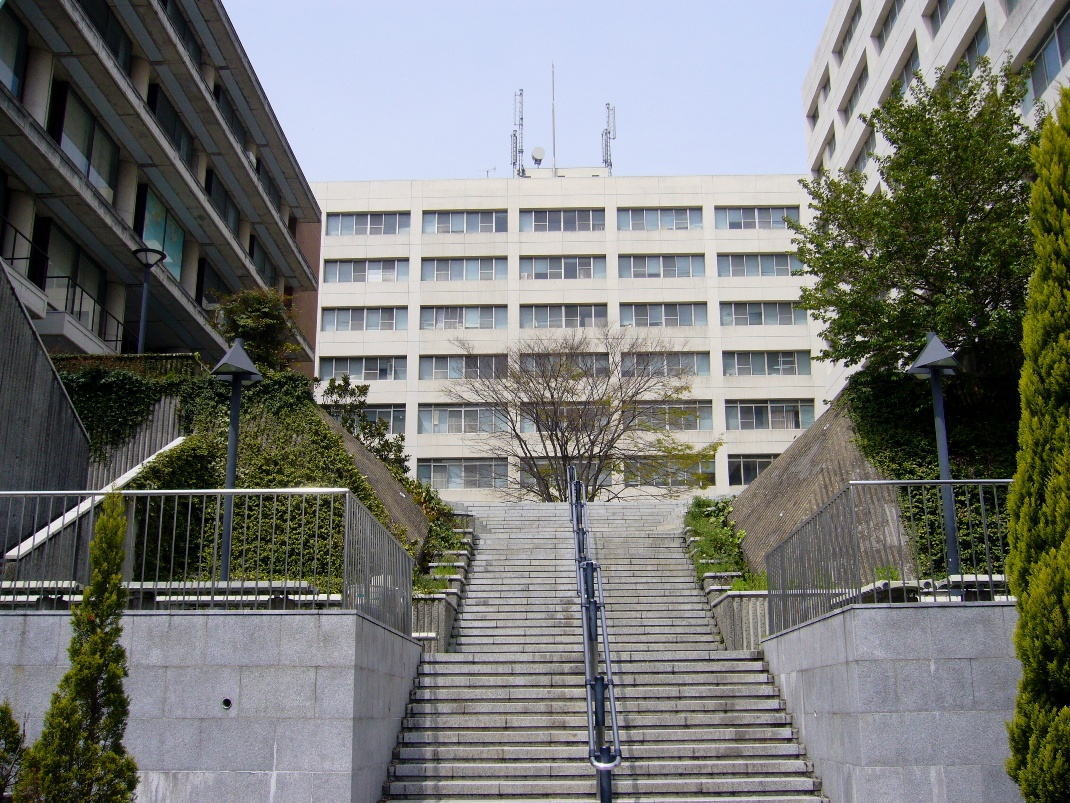
箕面旧キャンパスの中心部と「墓石階段」

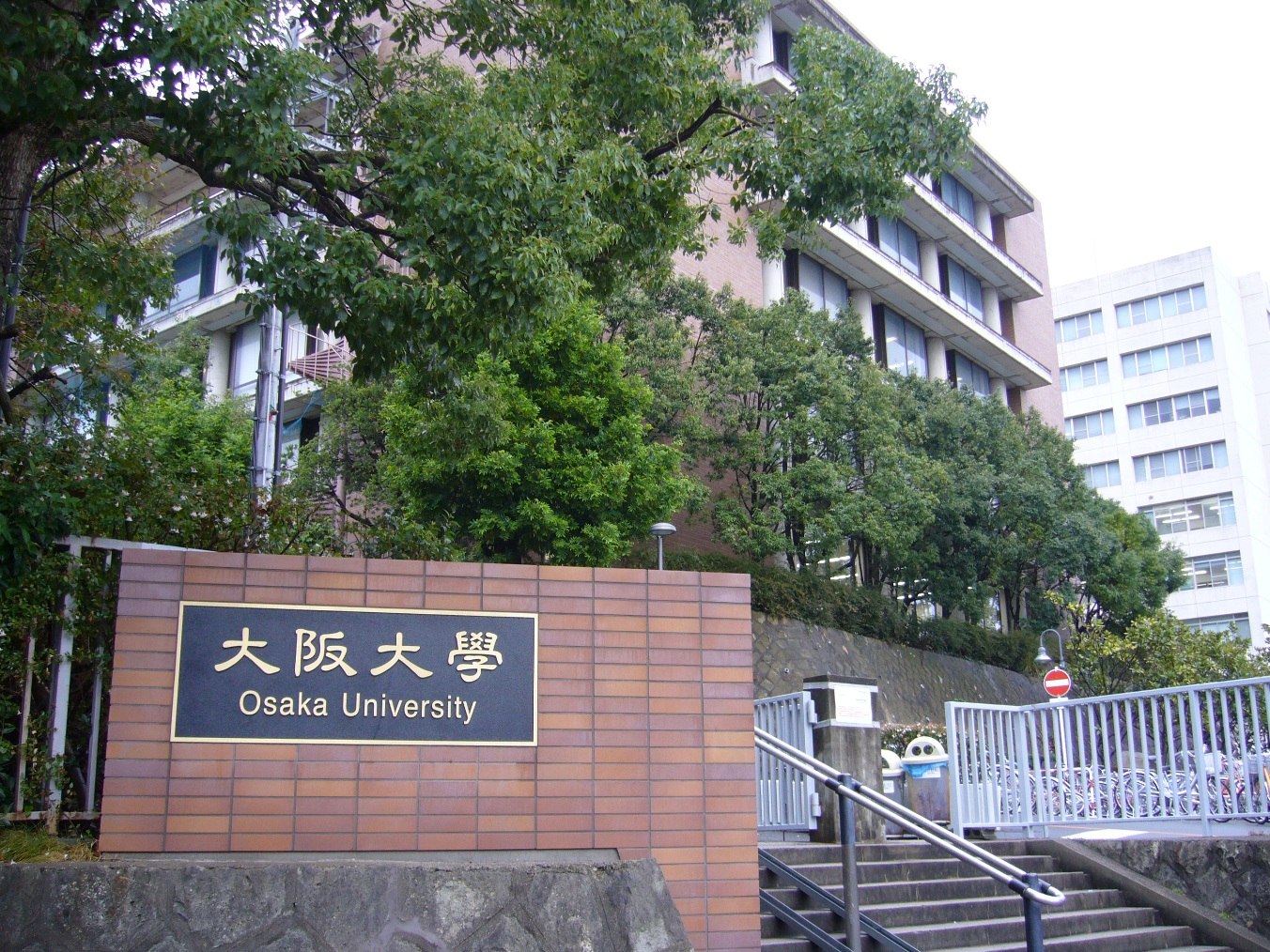
箕面旧キャンパス西門と外国学図書館

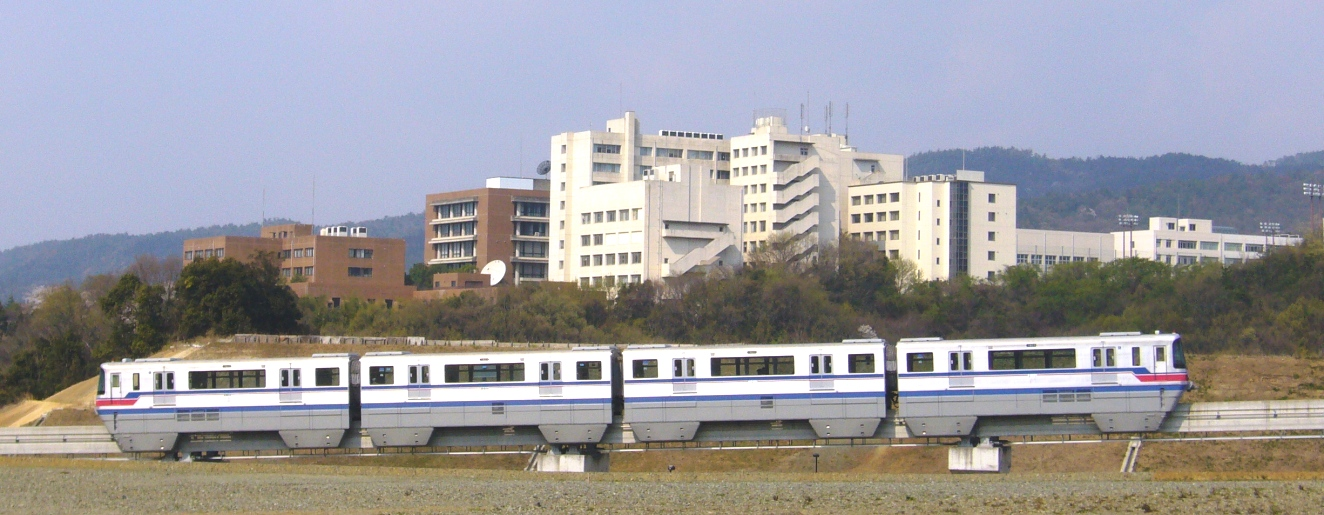
彩都側から見た箕面旧キャンパスと大阪モノレール彩都線

- 箕面船場東地区へのキャンパス全面移転により2021年3月をもって廃止された。
- 大阪モノレール彩都線の彩都西駅からキャンパス北東側の彩都口まで約8分[35]。出入口の脇には二輪車・自転車駐輪場が設置されていた。

外国語学部の中心にある花崗岩の大階段は、「墓石階段」とも呼ばれている。正門から続く坂は、現在でも「外大坂」と呼ばれている。3つある門にある大学名のプレート（北門は看板）の字体は、隷書体である。
敷地面積は140,400.04m2。公的文書等では「箕面団地」と称される。
- 正門
  - 守衛室あり
  - 至近：箕面福利会館
  - 通称・外大坂を登った所にある。
  - 歩行者通行が4つの門の中で最も少ない。
- 西門
  - 歩行者通用門
  - 至近：管理棟、外国学図書館、箕面福利会館
  - 間谷住宅地に面しており、阪急バスの間谷住宅4バス停に至近。門前に箕面キャンパス付近唯一の郵便ポストがある。
- 北通用門（北通用口）
  - 歩行者通用門
  - 至近：向陽寮、もみじ寮、国際学生宿舎（学生寮）
  - 国際文化公園都市（彩都）に面しており、大阪高速鉄道（大阪モノレール）彩都線彩都西駅から徒歩10分ほど。
  - 彩都の開発に伴い2007年3月に新設された門。門前に一般のバイクが駐車できる駐輪場があった。
- 彩都口
  - 歩行者通用門
  - 至近：箕面留学生会館、日本語日本文化教育センター、サークル棟
  - 彩都に面しており、大阪モノレール彩都線彩都西駅から徒歩8分ほど。
  - 彩都側に2010年5月に新設された出入口。北通用門の門前は階段となっていて、彩都西駅方面からの車椅子等での通学に支障があるため、スロープのみで通じる新たな出入口が新設された。この出入口の完成により、彩都西駅から講義棟地域への所要時間が数分短縮された。

#### キャンパス移転
箕面旧キャンパスは施設の老朽化に加え、学生人口の大幅な減少で余剰となっていることもあり、大阪大学90周年で「大阪外国語大学100周年」の2021年4月、北大阪急行電鉄の延伸部の新駅箕面船場阪大前駅東側の高層ビル型キャンパスに全面移転することとなった。
新しい箕面キャンパスは、旧キャンパスから南西に約4kmの距離で、豊中・吹田キャンパスの中間にある「大阪大学が世界に向かう『ヘッドクオーター（司令部）』となるポテンシャルを持つ場所」（平野俊夫総長）に、都市型キャンパスとして整備される。駅前の土地区画整理事業地の一部を箕面市が買収し、旧キャンパス跡地と交換する。再開発地域は図書館や市民施設、アパートなどが作られるが、その一角のビル1棟が外国語学部となり、隣の1棟が寮および留学生会館となる。また、箕面市と大阪大学、卸商団地組合が連携し、スポーツ科学・ヘルスケアの拠点施設「関西スポーツ科学・ヘルスケア総合センター（仮称）」も整備される。
キャンパス移転先の船場東地区では、卸商の数で4割減った繊維卸商団地組合が1964年設立時から北急の延伸を要望しており、2008年箕面市長に就任した倉田哲郎が北急の延伸実現を選挙公約に掲げ、同地区への箕面キャンパス移転を大阪大学に働きかけていた。
旧キャンパス移転後の跡地は、箕面市が“無秩序な乱開発の防止”及び“周辺に広がる良好な住環境の維持”を目的としていったん保有した。その後、箕面市が「大阪大学箕面キャンパス跡地活用事業」を行うこととしており、移転から1年後の2022年3月31日にはこれに係る優先事業交渉者の公募を開始している
。同年9月に優先交渉事業者を決定した。

### スクールバス
豊中・吹田・箕面間の無料バスが朝7時から夜8時まで運行されている。
かつては阪急バスで行き来できていたが、大阪モノレールの大阪空港駅延伸で廃止され、高運賃の乗り継ぎを余儀無くされた。そこで1998年に当時の総長が総長予算により、かつて存在した無料バスを復活させた。2005年5月以降は豊中・吹田間無料バスが20分間隔で走るようになり、2008年4月より、豊中・吹田・箕面間の無料バスも設定された。
モノレールが阪大病院前駅まで延伸された後も、高い運賃と駅から工学部地域までの遠さが嫌われ、混雑していることが多い。休講期間、土日などは原則として運行されない。
なお、バスの本数が多いとは言えないこと、満員で乗れないこともあること、中央環状線の渋滞で延着することなどもしばし起こる。原付や自転車で移動する学生も少なくない。

### 以前のキャンパス
- 中之島：医学部と歯学部と理学部があった。
- 東野田：工学部のキャンパスがあった。跡地は大阪市立東高等学校となっている。
- 刀根山：薬学部があった。跡地は大阪府立刀根山高等学校となっている。
- 一般教養部南校：旧制大阪高校の校地跡。跡地は阪南団地となっている。
- 堺：産業科学研究所があった。跡地は浅香山団地。

大阪大学の前身である適塾の建物は、大阪府大阪市中央区北浜三丁目3-8に所在し、大阪大学の管理の下で一般に公開されている。

### 寮
学生寮は5つある。
- 刀根山寮（男子・豊中市待兼山町） - 鉄筋コンクリート造4階建て、3棟、定員142名（日本人学生・留学生混住、うち日本人学生定員82名）[49]。
- 清明寮（男子・豊中市宮山町） - 鉄筋コンクリート造4階建て、2棟、定員152名（日本人学生・留学生混住、うち日本人学生定員76名）[49]。
- 新稲寮（女子・箕面市新稲） - 鉄筋コンクリート造2階建て、定員40名。
- 大阪大学グローバルビレッジ津雲台寮（男女、シェアタイプは日本人学生・留学生混住）[50]。
  - 所在地：大阪府吹田市津雲台5丁目14番1号[51]
  - 2020年9月竣工。学寮・教職員宿舎エリア - 敷地面積約13,000m2、延床面積約23,000m2、鉄筋コンクリート造地上10階建て、1棟[52]。
  - 学生寮396室のほか、独身用教職員宿舎224室、単身用教職員宿舎40室、世帯用教職員宿舎40室、 計700室[51]。
- 大阪大学グローバルビレッジ箕面船場寮（女子・箕面新キャンパス内）
  - 所在地：大阪府箕面市船場東3丁目5番11号（推定）もしくは同3丁目5番20号[注釈 11]
  - 2021年竣工。建築面積1,035m2[53]、延べ面積10,407.64m2、鉄筋コンクリート造12階建て、1棟、定員120名[54]。
  - 1階交流ラウンジは、隣接する外国学研究講義棟と共有する中庭に面してある。 各階に共用のスタディルームがあり、また、ミニ交流スペースもあって、そのうち畳のスペースが設けられている[53]。
  - 1階の民間附帯施設エリアにスーパーフレスコ箕面船場店が出店している[55]。

刀根山寮は豊中キャンパスの敷地の西隅に、清明寮は豊中キャンパスの北東側隣接地に設けられている。刀根山寮・清明寮・グローバルビレッジ津雲台寮は留学生との混住寮である。新稲寮は豊中キャンパスから北に直線距離で2キロメートルほど離れた箕面市内にある。
グローバルビレッジ箕面船場寮は外国語学部の寮であり、箕面船場地区の外国語学部の校舎である外国学研究講義棟と同じ敷地に隣接して立つ。留学生の個室（定員200名）もある学寮で、混住型である。
各キャンパスの周辺はともに住宅街であり、学生向けのアパートやマンションも多い。生協がアパート・マンションの紹介なども行っている。

#### かつてあった寮
- 向陽寮（男子・箕面市粟生間谷東） - 鉄筋コンクリート造5階建て、2棟、定員104名。
- もみじ寮（女子・箕面市粟生間谷東） - 鉄筋コンクリート造4階または5階建て、3棟、定員200名。

ともに外国語学部の寮であり、箕面旧キャンパスのキャンパス内の北隅にあった。キャンパス移転により、2021年3月をもって廃止された。
箕面旧キャンパス内には、これらの他に鉄筋コンクリート造7階建の国際学生宿舎（女子）が設けられていた。日本人女子学生が30人、外国人女子留学生が10人入寮し、共同生活を行うことによって国際交流の促進に寄与するためのものである。なお、国際学生宿舎は箕面キャンパスの女子寮の名称「もみじ寮」に因み、それよりも良い設備のため「スーパーもみじ」と学生の間で俗称されていた。
箕面キャンパスは女子学生の方が圧倒的に多いため、本来は向陽寮の一部であった部分（A2棟の3 - 5階）を「もみじ寮」と称して女子学生が居住していた。

### 留学生・外国人研究者用宿舎

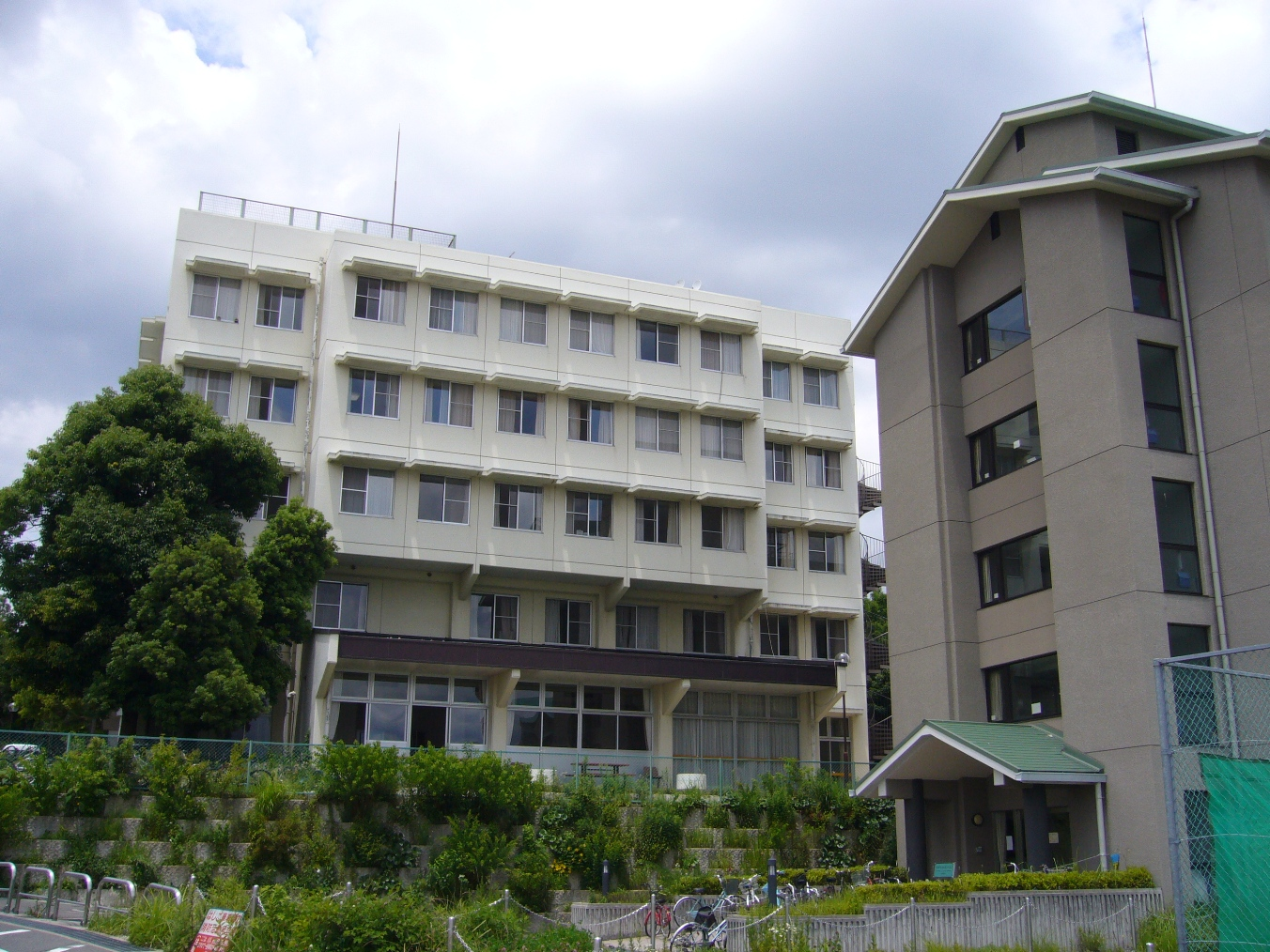
大阪大学箕面留学生会館。奥が1号館で手前が2号館。

上記の刀根山寮・清明寮・グローバルビレッジ津雲台寮・グローバルビレッジ箕面船場寮のほか、次のとおり。
- 大阪大学吹田留学生会館（男子・吹田市五月が丘）
- 大阪大学新稲国際学生宿舎（女子・箕面市新稲）※大学院正規課程在籍者に限る[59]。
- 大阪大学津雲台国際学生宿舎（男女・吹田市津雲台）
- 大阪大学国際交流会館豊中本館（豊中市待兼山町・豊中キャンパス内）※A棟・B棟は外国人研究者、C棟は外国人留学生向け。
- 大阪大学国際交流会館吹田分館（吹田市山田丘・吹田キャンパス内・短期滞在用）※研究者向け
- 大阪大学春日丘ハウス（茨木市南春日丘・吹田キャンパスに隣接・短期滞在用および研究者向け長期滞在用。短期滞在の共同利用研究員や阪大附属病院外来患者およびその家族も宿泊可能。）
  - 箕面旧キャンパス内には、大阪大学箕面留学生会館1号館・2号館と箕面国際学生宿舎があったが、2021年3月31日をもって閉鎖された。

## 対外関係

### 他大学との協定
- サステイナビリティ学連携研究機構 (IR3S)
2005年8月1日に発足した、複数の大学の連携研究機構。主体参加大学は東京大学、京都大学、大阪大学、北海道大学、茨城大学。ものづくり分野でのリーダー的存在としてサステイナビリティ・サイエンス研究機構 (RISS) を担当。
- 8大学工学系研究科長懇談会
工学部と基礎工学部が参加する懇談会。
- 大学コンソーシアム大阪
大阪にある共同体。西尾章治郎現総長が常任理事を務める（2023年4月時点）。
- EUインスティテュート関西
- 東アジア研究型大学協会
- 環太平洋大学協会 (APRU)
- 日本オープンコースウェアコンソーシアム (JOCW)
- 大学eラーニング協議会
- 大阪公立大学（包括連携協定、2022年6月17日締結）[60]
- 関西大学と包括学術交流協定を締結。
- 放送大学学園と単位互換協定を結んでおり、放送大学で取得した単位を卒業に要する単位として認定することができる[61][62][63]。

### 行政との包括協定
地域に貢献するため、近隣自治体と包括協定を結んでいる。
- 吹田市（2004年10月締結[64]）
- 豊中市（2007年2月27日締結[65]）
- 箕面市（2007年3月22日締結[65][66]）
- 茨木市（2007年5月14日締結[67]）
- 大阪市（2007年6月6日締結[68][69]）
- 池田市（2007年6月26日締結[68]）
- 堺市（2007年12月17日締結[70][71]）
- 摂津市（2008年12月1日締結[72]）
- 尼崎市（2011年6月29日締結[73]）
- 能勢町（2015年2月17日締結[74]）
- 大阪府（2017年12月6日締結[75]）

### 産学連携
- 富国生命と「健全な心と身体づくりに根ざした、和やかで豊かな社会、持続可能な社会作りに貢献可能な生活補完科学の発展」をテーマに組織的連携協定を締結。
- ダイキン工業とAIやIoTなどについての包括共同研究契約を締結（2017年からの10年間で56億円）[76]。
- 一般社団法人 臨床医工情報学コンソーシアム関西[77]

### 起業支援
大阪大学共創機構や大阪大学ベンチャーキャピタル株式会社（OUVC）が大学発ベンチャー企業の起業支援や、大学内シーズと学外の橋渡しによる事業化を手掛けている。

### 広報活動（ラジオ番組）
広報活動の一環として朝日放送・ABCラジオと大阪大学工学部・工学研究科の共同制作番組が2005年度から放送されている。
- 2005年度（同年10月-2006年3月）
  - 羽谷直子のきゃぴきゃぴキャンパス@阪大（水曜未明1:30-2:00）
- 2006年度（同年10月-2011年3月）
  - どんなんかな?阪大工学部（月曜21:00-21:30）

連携協定を締結している箕面市との連携事業として、「みのおエフエム」放送（愛称「タッキー816」）で2010年4月から『まちのラジオ（大阪大学社学連携事業）』と題した番組の放送が月に一度行われている。大学と社会のつながりをテーマにする中で、特に2021年度は移転して間もない箕面新キャンパスの紹介が取り上げられている。
- 2020年度：毎月第2木曜日 15時～16時（再放送は同日21時～22時・その週末の日曜日 13時～14時）
- 2021年度は、箕面新キャンパス初年度の大学祭「箕面国際フェスティバル」での「みのおエフエム」公開収録が実現した（2021年10月3日13:45-15:45に収録、後日10月9・10日放送）[82]。

### 国際交流協定校
共同研究や研究者・学生の交流を行うため、129の大学・機関と大学間交流協定を結んでいる。また617の大学・機関と部局間協定を結んでいる。（2019年9月1日時点）

## 附属学校等
- 大阪大学歯学部附属歯科技工士学校
- 大阪大学医学部附属助産婦学校（1997年閉校）
- 大阪大学医療技術短期大学部（1996年廃止）

## 評価

### 採択されているプログラム
- 現代的教育ニーズ取組支援プログラム
  - リノベーションまちづくりデザイナーの養成
  - 国際的な人材養成に資するコンテンツ開発
- 特色ある大学教育支援プログラム
  - コアリッションによる工学教育の相乗的改革（共同）
  - 大学対抗交渉コンペティション（共同）
  - 進化する理学教育プログラム
- 大学教育の国際化推進プログラム
  - 融合科学を国際的視野で先導する人材の育成
- 法科大学院等専門職大学院形成支援プログラム
  - 実務技能教育教材共同開発共有プロジェクト（共同）
  - 科学技術リテラシーを備えた先端的法曹養成
- 魅力ある大学院教育イニシアティブ
  - ソーシャルネットワーク型人文学教育の構築
  - 「実践的研究者」養成をめざす人間科学教育
  - 存在感ある若手研究者養成のための教育改革
  - インタラクティブ大学院教育
  - 学習コミュニティに基盤を置く大学院教育
  - 先導的教育研究融合プログラム
  - 実践力向上のメンター制とPBリーダー養成
  - 統合デザイン力教育プログラム
  - 学際新領域を先導する21世紀基礎工学教育
  - ソフトウェアデザイン工学高度人材育成コア
  - 国際公益セクターの政策エキスパート養成
  - 生命先端工学国際創造教育プログラム
  - 先端通信エキスパート養成プログラム

### ランキング
- 『タイムズ・ハイアー・エデュケーション』（イギリス『タイムズ』紙系の教育専門誌）によるTHE世界大学ランキングに毎年ランクインしており、2022-2023（2022年度）では、第251-300位、アジア同点35位、国内第4位である[83]。

|            | 2014年 | 2015年  | 2016年  | 2017年  | 2018年  | 2019年  | 2020年  | 2021年度 | 2022年度 |
| ---------- | ------ | ------- | ------- | ------- | ------- | ------- | ------- | -------- | -------- |
| 世界ランク | 157    | 251-300 | 251-300 | 201-250 | 201-250 | 301-350 | 351-400 | 301-350  | 251-300  |
| アジア順位 | 16     | 23      | 28      | 19      | 28      | 33      | 45      | =39      | =35      |
| 国内順位   | 4      | 5       | 4       | 3       | 3       | 5       | 5       | =4       | 4        |

- 順位の数字の前の「イコール記号」は、同点順位であることを表す。

|            | 2004年 | 2005年 | 2006年 | 2007年 | 2008年 | 2009年 | 2010年 | 2011年 | 2012年 | 2013年 |
| ---------- | ------ | ------ | ------ | ------ | ------ | ------ | ------ | ------ | ------ | ------ |
| 世界ランク | 69     | 105    | 70     | 46     | 44     | 43     | 130    | 112    | 147    | 144    |
| アジア順位 | 11     | 17     | 13     | 8      | 7      | 6      | 17     | 11     | 17     | 15     |
| 国内順位   | 4      | 4      | 3      | 3      | 3      | 3      | 4      | 4      | 5      | 4      |

- タイムズ・ハイヤー・エデュケーションがベネッセと連携して日本の大学の評価を発表している『THE世界大学ランキング日本版2022』では、同点の東京工業大学と競り合いながらも、前回より総合順位を一つ繰り上げて同点第3位に確保した[84][85]。

- 『世界大学学術ランキング』(ARWU)（Shanghai Ranking Consultancy（中国・上海市）が発行）では、2021年は第151-200位、国内第5-7位である[86]。

- 『QS世界大学ランキング』（英国、クアクアレリ・シモンズ社）では、2021年は第72位、アジア第20位、国内第4位である[87]。

- 『CWUR世界大学ランキング』では、2021年は第78位、国内3位である[88]。

- 2021年に日本経済新聞社と日経HRが実施した「企業の人事担当者からみたイメージ調査」で、大阪大学は全国総合で第11位にランキングされた[89]。

- ダイヤモンド社の2006年年9月23日発行のビジネス誌『週刊ダイヤモンド』94巻36号（通巻4147号）「出世できる大学」と題された特集の出世力ランキングで、大阪大学は、第6位[90]にランキングされた。

- 『週刊エコノミスト』（2010年8月31日号）に掲載された「卒業生数の割に役員・管理職の人数が多い度合い」で、大阪大学は、第38位にランキングされた[91]。